# Tjejers rätt i samhället
Tjejers rätt i samhället (Tris) är en ideell förening som arbetar mot hedersrelaterat våld och förtryck i Sverige, bildad år 2002 med säte i Uppsala.
Tris startades i Uppsala 10 september 2002 på initiativ av systrarna Mariet Ghadimi och Talin Davidian som en reaktion på det uppmärksammade hedersmordet på Fadime Şahindal i Uppsala samma år. Organisationen arbetar med förebyggande insatser mot hedersrelaterat våld och förtryck och har som första svenska organisation även lyft fram våld mot unga med intellektuell funktionsnedsättning, detta genom initierandet av särskoleprojektet "Nå" 2009 och rapporten "Trippelt utsatt" med anordnandet av en nationell konferens i frågan 2012. 
2004 startades "Donja"-verksamheten för initiering av värdegrundssamtal i svenska skolor. 2008 inleddes den förebyggande hjälpsatsningen "Lilla rummet" för flickor som lever med begränsad rörelsefrihet. Sedan 2011 bedrivs även vålds- och förtrycksförebyggande satsningen "Ronja" för vidgad tillgång till hälsokunskap och ungdomsidrott. 2016 utvecklades en ledarskapsutbildning baserad på en Livscirkel-modell. Föreningen bedriver även vidare forskning och utveckling inom området, driver skyddade boenden för utsatta och är drivande med att ta fram och utveckla metodstöd för spridningen av förebyggande arbete mot hedersvåld.
Sedan 2006 är föreningen bland annat anlitad som sakkunnig vid Nordiska ministerrådet.
År 2013 tilldelades föreningen Fadimepriset samt Ifs Eldsjälspris för sitt förebyggande arbete mot hedersrelaterat våld och förtryck. 2014 tilldelades föreningen Anna Lindhs Minnesfonds stipendium. Verksamhetschefen Mariet Ghadimi tilldelades  Uppsala kommuns hedersmedalj 2014, Raoul Wallenberg-priset 2017 och utsågs till 2018 års Hedersupplänning för sitt och föreningens arbete. 2018 erhöll föreningen Arvsfondens pris Guldkorn.
Föreningen samarbetar med och erhåller stöd från ett flertal instanser och verksamheter.
När UNT 2023 granskade Tris kunde reportrarna inte få kontakt med grundarna.:9m2s
Under 2022 fastslog styrelsen en utdelning på fem miljoner kronor till grundarna Mariet Ghadimi och Talin Davidian.